# Haan
Haan település Németországban, azon belül Észak-Rajna-Vesztfália tartományban. Lakosainak száma 30 558 fő (2023. december 31.). Haan Wuppertal, Hilden, Erkrath, Mettmann és Solingen községekkel határos.

## Népesség
A település népességének változása:
| Lakosok száma | 27 254 | 30 483 | 30 484 | 30 298 | 30 542 | 30 558 |
|               | 1975   | 2017   | 2019   | 2021   | 2022   | 2023   |